# Parvathy Baul
Parvathy Baul (nacida en 1976) es una cantante de música folk Baul y narradora india, además es una de las artistas más reconocidas de la música Baul de la India. Se formó bajo la tutela de los gurús como Baul gurus, Sanatan Das Baul, Shashanko Goshai Baul en Bengala. Además ha estado llevando a cabo sus giras de conciertos, tanto en la India como  en otros países desde 1995.
Está casada con Ravi Gopalan Nair y basa su residencia en Thiruvananthapuram en Kerala, desde 1997, donde también trabaja como profesora de música en el "Ektara Baul Sangeetha Kalari" una escuela superior de la música Baul.

## Biografía
Baul nació bajo su nombre verdadero de Mousumi parial, en el seno de una familia tradicional bengalí brahmán de Bengala Occidental. Su familia era originaria de Bengala Oriental y luego emigró a Bengala Occidental, después de la partición de la India. Su padre, un ingeniero que trabajó con los Ferrocarriles de la India, estaba interesado por la música clásica de la India.   A menudo llevó a su hija diferentes conciertos. Su madre, una ama de casa, era devota del santo místico de Ramakrishna. Debido a la publicación de su padre en diversos lugares de la región, ella creció en Assam, Cooch Behar.  Además dio un examen que le permitió pasar de la  escuela secundaria a una escuela superior llamado Sunity Academy, en Cooch Behar. 

## Carrera
Aunque ella comenzó por actuar en 1995, en 1997 llegó a Thiruvananthapuram en Kerala, para aprender acerca de las tradiciones espirituales y las actuaciones en teatros locales. Ella conoció a Ravi Gopalan Nair, que era un titiritero profesional de Kerala. Aprendió la técnica de los títeres, utilizado el teatro para las actuaciones de Ravi y en el 2000 viajó con él, para presentarse en el Bread and Puppet Theater en Vermont, Estados Unidos.  Luego estudio con el creador de Peter Schumann, conocido por sus actuaciones de títeres, en una de las obras de arte en vivo que era adaptada también en los teatros. Antes de esto, ella trabajó también con otra compañía de teatro durante cinco meses, sus actuaciones se llevaron a cabo en la Expo 2000 en Hannover, Alemania. En Thiruvananthapuram, ella se reunió con Abdul Salam, un fakir Kalandar musulmana, que se convirtió en su gurú. Con él encontró su vocación musical y que le enseñó sobre el significado de lo espiritual en la música tradicional.

## Obras
- Baul, Parvathy (2005). Song of the Great Soul: An Introduction to the Baul Path. Ekatara Baul Sangeetha Kalari.